# 北海道道1123号落石港線
北海道道1123号落石港線（ほっかいどうどう1123ごう おちいしこうせん）は、北海道根室市を結ぶ一般道道である。

## 概要

### 路線データ
- 起点：北海道根室市落石西（落石港）
- 終点：北海道根室市落石東（北海道道142号根室浜中釧路線交点）
- 総距離：2.6 km

## 歴史
- 1994年（平成6年）4月1日 - 路線認定[1]。

## 地理
- 起点よりさらに先に、落石岬や落石岬灯台がある。

### 通過する自治体
- 根室振興局
  - 根室市

### 主な接続道路
根室市
- 北海道道142号根室浜中釧路線 - 落石東（終点）